# 1952年オスロオリンピックのノルウェー選手団
1952年オスロオリンピックのノルウェー選手団（1952ねんオスロオリンピックのノルウェーせんしゅだん）は、1952年2月14日から2月25日までノルウェーのオスロで開催された1952年オスロオリンピックのノルウェー選手団、およびその競技結果。

## 概要
今大会は金メダル7個、銀メダル3個、銅メダル6個の合計16個のメダルを獲得した。
スピードスケートでは、ヤルマール・アンデルセンが男子1500m、男子5000m、男子10000mを制し3冠を達成した。

## メダル
| メダル | 選手名                                                                                        | 競技                   | 種目             |
| ------ | --------------------------------------------------------------------------------------------- | ---------------------- | ---------------- |
| 金     | スタイン・エリクセン                                                                          | アルペンスキー         | 男子大回転       |
| 金     | ホルガイル・ブレンデン                                                                        | クロスカントリースキー | 男子18km         |
| 金     | シモン・スロットビーク                                                                        | ノルディック複合       | 男子個人         |
| 金     | アルンフィン・ベルクマン                                                                      | スキージャンプ         | 男子             |
| 金     | ヤルマール・アンデルセン                                                                      | スピードスケート       | 男子1500m        |
| 金     | ヤルマール・アンデルセン                                                                      | スピードスケート       | 男子5000m        |
| 金     | ヤルマール・アンデルセン                                                                      | スピードスケート       | 男子10000m       |
| 銀     | スタイン・エリクセン                                                                          | アルペンスキー         | 男子回転         |
| 銀     | マグナル・エステンスタット ミカル・キルクホルト マルティン・ストッケン ホルガイル・ブレンデン | クロスカントリースキー | 男子4×10kmリレー |
| 銀     | トールビョルン・ファルカンゲル                                                                | スキージャンプ         | 男子             |
| 銅     | グットルム・ベルゲ                                                                            | アルペンスキー         | 男子回転         |
| 銅     | マグナル・エステンスタット                                                                    | クロスカントリースキー | 女子50km         |
| 銅     | スヴェレ・ステネルセン                                                                        | ノルディック複合       | 男子個人         |
| 銅     | アルネ・ヨハンセン                                                                            | スピードスケート       | 男子500m         |
| 銅     | ロアルト・オース                                                                              | スピードスケート       | 男子1500m        |
| 銅     | スベレ・ハウグリ                                                                              | スピードスケート       | 男子5000m        |